# 社会政策学会 (日本 1897年)

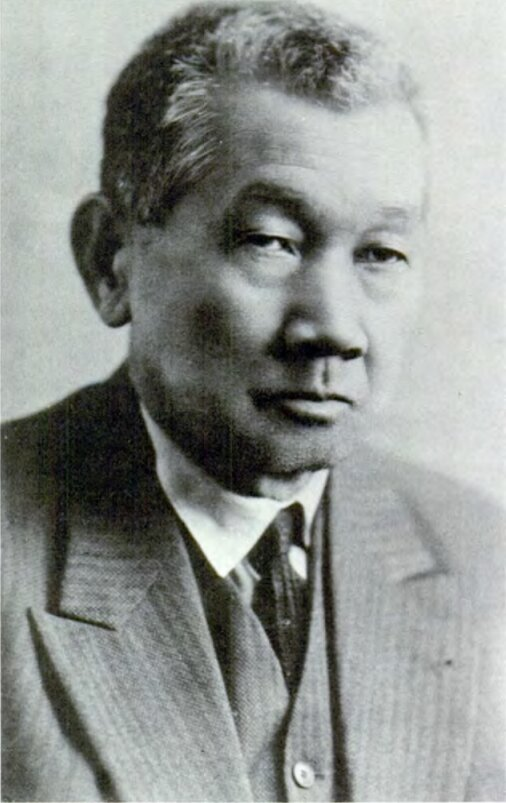
片山潜 / 初期の学会メンバーで労働運動家である彼の在籍が学会内で問題となった。

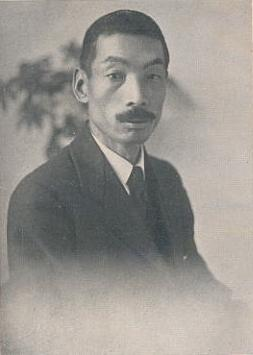
河上肇 / 社会政策学会内部の左派的部分を代表し、のち脱退した。

社会政策学会（しゃかいせいさくがっかい）は、戦前の日本で活動した社会科学研究団体。1897年（明治30年）結成、1924年（大正13年）活動停止。
「学会」とはいうものの、単なる学術研究団体ではなく、講演会・年例大会などを通じて社会政策の必要を世論に訴える啓発活動や、政府の社会制度立法に際してさまざまな提言を行うなど、多彩な活動を繰り広げた。また当時の大学の枠を超え全国から官・学・民の進歩的人材が参加し、日本最初の経済学・社会科学の総合的学会となった。ドイツ歴史学派の強い影響を受け政策立案を通じた社会改良主義を主張したが、第1次世界大戦後、マルクス主義社会科学の流行などにより、次第に影響力を失い「休眠状態」に陥った。

## 沿革

### 背景と発足までの経緯

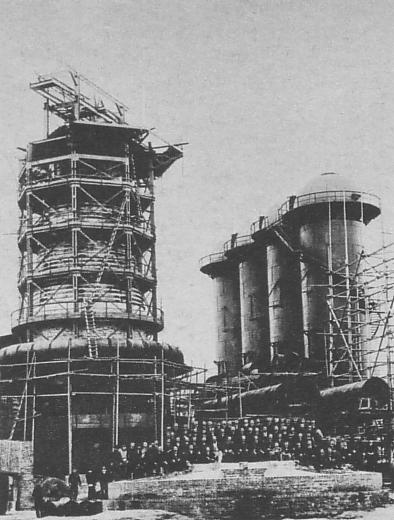
八幡製鉄所

日清戦争後の日本では、産業革命が進行し、絹織物業・綿織物業などの繊維産業が有力な輸出部門として発展し、また八幡製鉄所に代表される鉄鋼業も根づきつつあった。しかし激しい国際競争の下で強い競争力を持たせるため低賃金・長時間で職場の安全性を欠く労働環境が労働者に強制された。その一方で1897年には片山潜・高野房太郎らが結成した労働組合期成会が実際に労働組合の結成を始め、いまだ勢力は弱小というものの組織的な労働運動が芽生え始めていた。このようにして労働問題を中心とする社会問題が一般に認識されるようになり、それへの対処が要請されるに至ったのである。
1896年4月26日、桑田熊蔵・山崎覚次郎・小野塚喜平次・高野岩三郎ら10名によって結成された社会問題の研究会を前身としている。この研究会は、ドイツ留学で当時最先端の経済学とされていた社会政策学派の講壇社会主義（当時は「講壇社会党」と呼ばれた）を学んだ桑田・山崎が、社会問題の激化予防と解決のためドイツ社会政策学会をモデルに設立したものであった。会はさらに金井延・田島錦治・高野房太郎・佐久間貞一らを会員に加え、発足後しばらくは月例会を開催していたが、翌1897年4月24日、「社会政策学会」と改称し学会としての活動を開始した。

### 社会改良主義の標榜

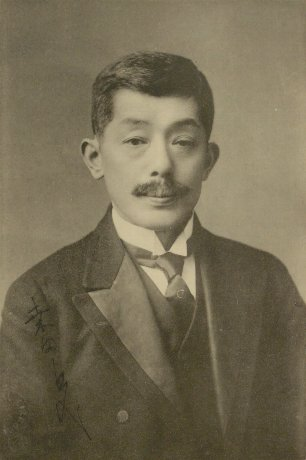
桑田熊蔵 / 設立メンバーの一人で社会改良主義の旗幟を掲げ、社会主義との違いを鮮明にした。

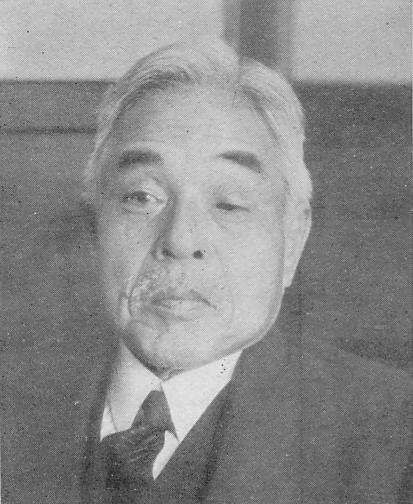
安部磯雄 / 社会主義者として社会政策学会を批判した。

学会は、1898年7月、桑田・金井・戸水寛人の執筆による「社会政策学会趣意書」を発表した。「趣意書」は自由放任主義および社会主義への反対を表明するとともに、「現在の私有的経済組織を維持し其範囲内に於て箇人の活動と国家の権力に由つて階級の軋轢を防ぎ社会の調和を期す」とあるように明確に資本主義の枠内での社会改良主義の立場を標榜した。と同時にこの趣意書には、会員の片山潜らが結成（1898年）した社会主義研究会との違いを明確にするという意図も込められていた。
さらに、1901年には、社会民主党の結党＝即日禁止という状況を背景に、「弁明書」（和田垣謙三・金井・桑田の連名による）を公にして社会主義と社会政策の違いを強調して再度社会主義を批判、社会主義勢力と同一視されることを拒否した（実際、8時間労働制、児童労働の禁止、労働組合公認など、社民党の綱領と学会の提言には多くの共通項目があった）。実際、名称に「社会」を冠したこの学会は当局から危険視されたこともあり、一時は会員が警視庁のブラックリストに掲載されていたとも言われる。この弁明書は一方で自由放任主義の立場から社会政策に反対する田口卯吉、他方で社会主義と社会政策が背馳しないことを主張する社会主義者・安部磯雄の批判を呼び起こした。
学会内部でも、1907年の第1回大会（後述）において、右派勢力を代表する添田寿一が「主従の情誼」に基づく社会政策を主張したのに対し、中間派に位置する福田徳三や左派の高野岩三郎から批判されるなど、思想的に幅広い層から結集したがゆえの対立が起こっている。ただし一部会員を除いて会の主流は、社会主義に反対していたとしても、下からの運動を通じた社会改善それ自体を否定していたわけではなく、労働組合による労働者の自主的な地位改善運動の必要は認める立場をとっていた。

### 多彩な活動と社会的影響
会は単なる学術研究団体の枠にとどまることなく、1898年10月の工場法制定をすすめる講演会を端緒として啓発活動を積極的に展開、社会政策の必要を求める世論の喚起を図った。これに加え時々の重要な社会・経済問題について特別委員会を設置して問題の解明にあたり、1907年には「工場法」を討議題目として第1回の大会を開催した。この大会では、従来実業界で工場法反対の急先鋒であった渋沢栄一を来賓として招き、工場法に賛成する演説を行っている。大会は以後毎年公開で開催され、工場法制定問題のみならず多くの社会問題を論題として設定し活発な討論を繰り広げた。既存の『国家学会雑誌』（1887年創刊）や、1906年、東京高商の教官を中心に創刊された『国民経済雑誌』は、大会記事や会員による研究論文などを掲載するなど、この学会の事実上の機関誌としての役割を果たした。
学会はまた、さまざまな政策提言も行った。特に発足当初よりの課題として取り組んできた工場法の制定については、3回にわたり政府による法案の諮問に答申する形で、同法の制定（1911年）と実施（1916年）に大きく貢献した（1909年・1910年・1916年）。なかでも3回目の答申は、制定されたまま実施が見送られていた同法の実施令制定に先立ち、わが国最初の近代的な労働災害補償制度を提言したものである。工場法以外にもまた、学会は労働局設置問題・足尾鉱毒問題などに積極的な取り組みを見せ、1922年には貴族院に上程された「過激思想取締法案」（のち治安維持法へと発展した）に対し、学会として反対決議を声明している。
工場法制定の講演会開催のころから、学者・研究者のみならず社会問題に関心を持つ進歩的な実業家・官吏、さらに労働運動家など官民の枠を超えて入会が増加したこともあって、会の社会的影響力・名声は次第に高まり「教授議会」「学界登竜門」（住谷悦治）などと称されるようになった。当時の日本には全国的な政治学・経済学の学会が存在していなかった事情も手伝い、社会政策学会は全国から参加者を集めて、発足当初の1898年には約20名であった会員数も、1902年には68名、1909年には122名、1922年には236名に達し、社会科学諸分野を総合する一大学会の様相を呈するに至った。

### 衰退と活動停止

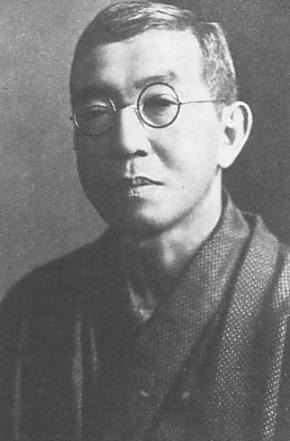
高野岩三郎 / 学会創立メンバーにして学会内の最左派を代表し、のち大原社会問題研究所に活動の軸を移した

大正期に入って友愛会が発足、ようやく組織的な労働運動が息を吹き返したが、学会はそのような状況の変化に適応することができなかった。さらに第一次世界大戦後、ヨーロッパよりマルクス主義社会科学が日本に伝えられ急速に勢力を拡大すると、会の標榜するドイツ歴史学派流の改良主義は、特に若手研究者・知識人から古くさいとみなされるようになり、会の影響力は次第に失われていった。ドイツ社会政策学派ではより急進的なブレンターノに学び帰国した福田徳三は、学会内では新世代に属し、中間派として厚生経済学による生存権概念の説明を試みていたが、マルクス主義に立つ河上肇・高野岩三郎・森戸辰男・大内兵衛らの左派勢力に十分対抗することはできず、学会内の左右分裂はますます激化し、第13回大会（1919年）における労働組合の位置づけをめぐる論争（労資協調の機関か、階級解放の手段か）のように、非和解的な対立へと発展していった。
1919年に起こった2つの出来事は、学会の分裂と混迷をますます露わにする結果となった。まず、労資協調をめざす官・財・学協同の機関「協調会」の設立に際し、この会への参加如何をめぐって学会内の対応は二つに分かれた。鈴木文治（大日本労働総同盟友愛会）が労働組合を前提としない労資協調に反対してこれへの入会を拒否すると、堀江帰一ら総同盟に近い会員は協調会参加を拒否し、彼ら以外にも高野岩太郎・森戸辰男・河上肇・河田嗣郎・福田徳三が不参加の態度を取った。これに対し、学会中の旧世代あるいは右派と目されていた桑田熊蔵・河津暹・金井延・添田寿一・神戸正雄・気賀勘重らは理事などの役員として参加したのである。
また同年、国際労働会議労働者代表選出問題で高野岩三郎が東大辞職をよぎなくされ、大原社会問題研究所の設立に際して初代所長に迎えられた。発足以来学会の事務を担当していた高野が、活動の軸を大原社研に移したことは、学会の活動をますます停滞させる結果をもたらした（その前年まで大会報告として毎年刊行されていた「学会論叢」が刊行されなくなったのは、このことに関わっていると思われる）。さらに翌1920年、雑誌論文をめぐる筆禍事件（森戸事件）により東大経済学部を失職した森戸辰男・大内兵衛が大原社研に中心メンバーとして参加した（学会関係者としては他に河田嗣郎も参加）。この結果、学会の現状に飽き足らなくなった左派の研究者たちは大原社研に結集していったのである。
以上のような分裂状況の結果として、1924年大阪での第18回大会を最後に学会の大会は開催されず、事実上の活動停止に陥った。しかし正式に解散や休止の宣言がなされたわけではなく、戦後に再建（後述）された現社会政策学会はこれを「休眠」と呼んでいる。なお社会政策学会の休眠により、全国的規模での経済学関連の学会は消滅してしまい、その復活は1930年の社会経済史学会、1934年の日本経済学会の発足まで待たなければならなかった。

### 「休眠」後の状況
学会に参加していた学者・研究者のうち、「左派」とされる高野岩三郎・森戸辰男・大内兵衛らの大原社研グループは、同研究所長に就任した高野を中心に、社会調査や理論研究に大きな成果を上げた。これに対し桑田熊蔵ら協調会に結集した旧世代・右派の人々は、同会の機関誌『社会政策時報』の編集にあたった。協調会は調査研究に加え、政府の諮問に応え政策提言を行うことを主要な活動とし、発足当初には（実現しなかったものの）労働組合法制定に大きな力を注いでいたため、社会政策学会の一側面を継承したものとみることができる。河上肇・福田徳三はそれぞれ独自の立場を貫いた。戦時期には『社会政策時報』に論文を執筆していた大河内一男・風早八十二・服部英太郎らを中心に、戦時動員体制のもとでの社会変革をめざす生産力理論が提唱された。
戦後、大河内や岸本英太郎らによって再建され、現在も活動を続けている社会政策学会は、大内ら旧学会参加者の承認により戦前以来の名称と財政を継承しているが、多様な社会・政治活動を展開した戦前の学会とは異なり、純然たる学術団体となっている。

## 歴史的意義

### アカデミズムの打破
先行する国家学会が東京帝大法科の官学アカデミズムを拠点に、官僚の主導で発足したのに対し、あくまで学者たちの自発的な契機から結成され、また学者・官僚のみならず実業家・弁護士・社会運動家などが多数参加したことは、アカデミズムの閉鎖性打破につながった（従来、諸学会は東京帝大を中心・頂点に運営されていたが、社会政策学会では東大以外の高商・私立大学をも年例大会の会場とした点に特徴がある（「大会」参照））。

### 社会的学知の自立
以上のような会の新しい形態は、国家学からの社会科学（特に経済学）の自立、法学部からの経済学部の分化という状況に対応（東大で法学部から独立した初代の経済学部長に就任したのは会の中心メンバーたる高野岩三郎である）するものであり、それまで全国的・総合的な学会を持たなかった経済学者たちは、この学会を日本で唯一の経済学会として続々と参加した。それとともに、問題の中心をあくまで国家に置き、国家による社会の取りこみという形で社会政策学を構想していた初期の金井延・桑田熊蔵などの立場から、社会を自立したものととらえ、国家もまた社会にとっての手段の一つと考える福田徳三の立場へと、主流が次第にシフトしていった。

### 限界
社会政策学会の政策提言中心の立場は、工場法など社会立法の実現にともなって、次第に新鮮さを失っていった。新古典派の福田徳三やマルクス主義の河上肇の台頭に代表される、若い世代の理論志向に応えることができなかった一方で、史料分析・実態調査に基づく実証研究についても、内田銀蔵の日本経済史研究や高野岩三郎の月島労働者実態調査などを数少ない例外として、おおむね手薄であった。

## 会の活動

### 講演会・演説会
- 対工場法案学術講演会（1898年10月26日）

会場は神田青年会館。講師は金井延・高野房太郎・片山潜・高野岩三郎・加藤晴比古・立作太郎。
- 労働問題演説会（1899年7月9日）

主催は活版工懇話会。会場は神田青年会館。講師は桑田熊蔵・高野房太郎・片山潜・金井延・島田三郎など。
- 第1回地方講演会（1911年9月30日・10月1日）

第1日目の会場は京都帝国大学法科大学、講師は堀切善兵衛・中島信虎・服部文四郎・福田徳三・高野岩三郎。第2日目の会場は神戸高等商業学校、講師は中島・河津暹・関一・堀切・服部・高野・福田。
- 第2回地方講演会（1912年1月18日・5月5日）

会場は大阪高等商業学校。講師は伊藤重治郎・気賀勘重・石川文吾・桑田熊蔵・福田徳三。

### 特別委員会
- 沖縄の土地問題に関する調査委員会（1897年10月3日設置） - 建部遯吾・高野岩三郎を選出。内田銀蔵が調査報告（?）。
- 綱領選定委員会（1899年4月設置） - 金井延・加藤晴比古・桑田熊蔵・片山潜などを選出。
- 社会制度調査機関設置に関する委員会（1899年9月29日設置） - 美濃部達吉・窪田静太郎・金井延に委嘱。
- 市街鉄道問題委員会（1899年10月6日設置） - 美濃部達吉・葛岡（のち中島）信虎・加藤晴比古を学会意見書の起草委員として選出。公有意見書を発表。
- 「トラスト」問題調査委員会（1900年設置）
- 足尾鉱毒事件調査委員会（1902年1月22日設置） - 横井時敬・葛岡信虎・持地六三郎・柳田國男を選出。

### 大会
1907年より毎年、概ね年末の3日間（第6・13・14・18回のみ2日間）にわたって、東京市内の大学・専門学校を会場（第18回のみ大阪）として開催された。基本的には1日目には統一論題による総合討論、2日目には個別テーマによる講演会、3日目には工場・社会施設などの参観が行われた。
- 第1回「工場法」（1907年12月22日 - 24日）

会場は東京帝国大学。総合討論の報告者（以下同）は金井延・田島錦治・桑田熊蔵。
- 第2回「社会政策より見たる関税問題」（1908年12月20日 - 22日）

会場は東京高等商業学校。報告者は神戸正雄・河津暹・矢作栄蔵。
- 第3回「移民問題」（1909年12月19日 -　21日）

会場は慶應義塾。報告者は福田徳三・財部静治・中島信虎。
- 第4回「市営事業」（1910年12月18日 - 20日）

会場は早稲田大学。報告者は塩沢昌貞・関一。
- 第5回「労働保険」（1911年12月24日 - 26日）

会場は中央大学。報告者は高野岩三郎・桑田熊蔵・粟津清亮。
- 第6回「生計費問題」（1912年10月19日・20日）

会場は専修学校。報告者は山崎覚次郎・堀江帰一・津村秀松（討論は第2日目に開催）。
- 第7回「労働争議」（1913年11月1日 - 3日）

会場は明治大学。報告者は平沼淑郎・気賀勘重・田島錦治。
- 第8回「小農保護問題」（1914年11月7日 - 9日）

会場は東京帝国大学法科大学。報告者は高岡熊雄・添田寿一・横井時敬。
- 第9回「社会政策より見たる税制問題」（1915年10月23日 - 25日

会場は東京高等商業学校。報告者は田中穂積・小川郷太郎・河津暹。
- 第10回「官業及び保護会社問題」（1916年10月29日 - 31日

会場は慶應義塾大学。報告者は堀江帰一・神戸正雄・堀光亀。
- 第11回「小工業問題」（1917年12月21日 - 23日）

会場は専修大学。報告者は添田寿一・上田貞次郎・服部文四郎。
- 第12回「婦人労働問題」（1918年12月21日 - 23日）

会場は早稲田大学。報告者は河田嗣郎・阿部秀助・森戸辰男。
- 第13回「労働組合」（1919年12月20日・21日）

会場は中央大学。報告者は小泉信三（病欠のため原稿代読）。
- 第14回「中間階級問題」（1920年12月18日・19日）

会場は東京商科大学。報告者は河津暹・森本厚吉。
- 第15回「賃金制度並に純益分配制度」（1921年12月17日 - 19日）

会場は東京帝国大学。報告者は福田徳三・神田孝一。
- 第16回「我国に於ける小作問題」（1922年12月23日 - 25日）

会場は慶應義塾大学。報告者は石黒忠篤・佐藤寛次。
- 第17回（1923年）

大会題目・日程・会場など不詳。関東大震災にともなう戒厳令などの事情によりこの年は開催されず欠番大会になったと推定されている。
- 第18回「労働組合法問題」（1924年12月6日・7日）

会場は大阪市実業会館。報告者は福田徳三・永井亨・高野岩三郎。

### 「論叢」の刊行
学会年例大会での報告・討論などは「社会政策学会論叢」として、それぞれ開催の翌年に同文舘より刊行された（全13冊。第13・14冊、および第16回大会以降の記録となるはずの「第16冊」以降は刊行されなかった）。
- 第1冊『工場法と労働問題』（1908年刊） - 第1回大会の記録。
- 第2冊『関税問題と社会政策』（1909年刊） - 第2回大会の記録。
- 第3冊『移民問題』（1910年刊） - 第3回大会の記録。
- 第4冊『市営事業』（1911年刊） - 第4回大会の記録。
- 第5冊『労働保険』（1912年刊） - 第5回大会の記録。
- 第6冊『生計費問題』（1913年刊） - 第6回大会の記録。
- 第7冊『労働争議』（1914年刊） - 第7回大会の記録。
- 第8冊『小農保護問題』（1915年刊） - 第8回大会の記録。
- 第9冊『社会政策より見たる税制問題』（1916年刊） - 第9回大会の記録。
- 第10冊『官業及保護会社問題』（1917年刊） - 第10回大会の記録。
- 第11冊『小工業問題』（1918年刊） - 第11回大会の記録。
- 第12冊『婦人労働問題』（1919年刊） - 第12回大会の記録。
- 第15冊『賃金制度並に純益分配制度』（1922年刊） - 第15回大会の記録。

上記「論叢」は社会政策学会史料集成編纂委員会の編集で1977年 - 78年、御茶の水書房より『社会政策学会史料集成』（全13巻・別巻1）として復刻版が刊行されている。

## 主要な会員
- 桑田熊蔵
- 山崎覚次郎
- 金井延
- 田島錦治
- 小野塚喜平次
- 高野岩三郎
- 高野房太郎
- 佐久間貞一
- 和田垣謙三
- 矢作栄蔵
- 片山潜
- 建部遯吾
- 戸水寛人
- 美濃部達吉
- 内田銀蔵
- 中島信虎
- 関一
- 柳田國男
- 上田貞次郎
- 添田寿一
- 堀江帰一
- 気賀勘重
- 横井時敬
- 神戸正雄
- 高岡熊雄
- 河田嗣郎
- 河津暹
- 福田徳三
- 河上肇
- 森戸辰男
- 大内兵衛

## 関連文献
事典項目
- 梅田俊英 「社会政策学会」『大百科事典』第6巻、平凡社
- 小林巧 「社会政策学会」 『国史大辞典』 吉川弘文館
- 関谷耕一 「社会政策学会（日本）」 『現代マルクス・レーニン主義事典』上巻、社会思想社、1980年
- 西村豁通 「社会政策学会」 『社会科学大事典』第9巻 鹿島出版会、1969年
- 藤井隆至 「社会政策学派 - 経済的弱者は国が保護しなければならない」 藤井（編）『日本史小百科<近代>：経済思想』 東京堂出版、1998年　ISBN 4490203373
- 渡部徹 「社会政策学会」 『日本近現代史辞典』 東洋経済新報社、1978年

関連書籍
- 住谷悦治 『日本経済学史の一齣』 大畑書店、1934年

第五章「日本社会政策学会の発生と発展」は社会政策学会に関する最初期の研究。
- 高野岩三郎 『かっぱの屁 - 遺稿集 - 』 法政大学出版局、1961年

大内兵衛による序論「社会政策学会と高野先生」、高野自身による回想「「社会政策学会」創立のころ」を収録。
- 住谷悦治 「日本社会政策学派の形成：金井延と桑田熊蔵」 住谷ほか（編） 『講座日本社会思想史1：明治社会思想の形成』 芳賀書店、1969年（増補版）
- 社会政策学会史料集成編纂委員会 『社会政策学会史料』（社会政策学会史料集成（復刻版）別巻1） 御茶の水書房、1978年

第二部「社会政策学会小史」、第三部「社会政策学会年譜」参照（「論叢」が刊行されなかったため『国会学会雑誌』『国民経済雑誌』に掲載された第13・14・16･18回の「大会記事」も収録している）。
- 杉原四郎・長幸男（編） 『日本経済思想史読本』 東洋経済新報社、1979年 ISBN 4492082425

第九章第一節「社会政策学会の消長」（執筆・真実一男）参照。
- 石田雄 『日本の社会科学』 東京大学出版会、1984年 ISBN 4130330233

第Ⅱ章が「「社会」の意識化と社会政策学会」に当てられている。